# Villa Hermosa (La Romana)
Villa Hermosa es un municipio de la República Dominicana, que está situado en la Provincia de La Romana.

## Límites
Municipios limítrofes:
|                      | Norte: Guaymate |                 |
| Oeste: Ramón Santana |                 | Este: La Romana |
|                      | Sur: Mar Caribe |                 |

## Distritos municipales
Está formado por los distritos municipales de:
| Nombre        | Código   |
| ------------- | -------- |
| Villa Hermosa | 08120301 |
| Cumayasa      | 08120302 |

## Clima
El clima es templado y cálido, la temperatura promedio del municipio es de 26C° anualmente, las lluvias son escasas, aumentando en los meses de mayo y junio normalmente. Durante los meses de diciembre y enero el clima es más atractivo y la temperatura rodea los 19 a 22 °C, alcanzando hasta los 18 °C en horas de la madrugada.

## Hidrografía
El principal y único río de este municipio es el río Cumayasa, además goza de tener playas y balnearios en el Mar Caribe.

## Economía
El municipio tiene como principal economía la del sector servicios por medio de pequeños y medianos negocios, entre ellos podemos mencionar: Centro de Electrónica, hoteles, cabañas, centros de internet, colegios, transportes, ferreterías,confección de ropa interiores, panaderías, salones de bellezas, supermercados y laboratorio  clínico.